# ترویان بلیزاریو
ترویان بلیزاریو (انگلیسی: Troian Bellisario؛ زادهٔ ۲۸ اکتبر ۱۹۸۵) یک هنرپیشه اهل ایالات متحده آمریکا است.ترویان در سال ۲۰۱۰ موفق به کسب جایزه بهترین بازیگر زن شد. و در سال ۲۰۰۹ برای نقش اسپنسر هیستینگز در سریال دروغگویان کوچک زیبا انتخاب شد. وی از سال ۱۹۸۸ میلادی تاکنون مشغول فعالیت بوده‌است.
ترویان بلیزاریو (Troian Bellisario) بازیگر، نویسنده و تهیه‌کنندهٔ آمریکایی در سال ۱۹۸۵ در کالیفرنیا به دنیا آمد. ترویان فرزند دو تهیه‌کننده ( Donald P. Bellisario و Deborah Pratt ) است. او بازیگری را در سن سه سالگی در یکی از فیلم‌های پدرش آغاز کردو پس از آن بازیگری را در کارهای تلویزیونی پدرش ادامه داد.